# 巴特萨尔茨乌夫伦
巴特萨尔茨乌夫伦（德語：Bad Salzuflen，發音：[baːt zaltsˈʔʊflən] ⓘ）是德国北莱茵-威斯特法伦州代特莫尔德行政区利珀县的城市，面积100.05平方千米，2023年12月31日人口为54,585人。

## 友好城市
巴特萨尔茨乌夫伦与以下城市结为友好城市：
- 德国 卢肯瓦尔德（1990年）
- 法國 米约（1975年）